# Guglielmo Ugo I di Baux
Guglielmo Ugo I di Baux (1050 – 1110) è stato 3° signore di Baux.
Era figlio di Ugo I di Baux e di Inauris di Apt. Sposò Vienna des Posquières, dalla quale ebbe Raimondo I di Baux, visconte di Baux, sposato a sua volta con Stefania di Barcellona, figlia di Raimondo Berengario III di Barcellona e di Almodis di Mortain.